# エルナン・コルテス
初代バジェ・デ・オアハカ侯爵エルナン・コルテス・デ・モンロイ・イ・ピサロ（スペイン語: Hernán Cortés de Monroy y Pizarro, 1485年-1547年12月2日）は、スペインのコンキスタドール。メキシコ高原にあったアステカ帝国を征服した。
1992年から2002年のユーロ導入までスペインで発行されていた最後の1,000ペセタ紙幣の表面に肖像が使用されていた。

## 生涯

### 前半生
1485年、現在のエストレマドゥーラ地方メデジンにて生まれる。イスパニョーラ島の統治者であったニコラス・デ・オバンドの遠戚にあたる。
はじめ法律家を目指しサラマンカ大学に通ったが叶えられなかった。
当初、遠戚であったニコラス・デ・オバンドと共に、新大陸に渡る計画があったが、コルテスが大怪我をしたためかなえられなかった。その後、スペイン南部のカディス、セビリア、パロスなどで、新大陸から帰還した者の当地での発見、征服、金、原住民などの話を聞くなどして、見聞を広めた。

### 新大陸へ
1504年にアロンソ・キンテーロ (Alonso Quintero) が率いる船で、イスパニョーラ島に渡り植民者となった。キンテーロが、第一発見者になるために取ったライバルを騙したり欺いたりする手法は、コルテスが新大陸でその後取った手法に少なからず影響を与えた。18歳のコルテスは、イスパニョーラ島の首都サント・ドミンゴで市民登録をして、建物を建てたり土地を耕したりする権利を得た。程なくして、統治者のニコラス・デ・オバンドがコルテスにエンコミエンダ制の権益を与え、彼をアスーア・デ・コンポステーラ (Azua de Compostela) の町の公証人にした。その後5年間、コルテスは植民地での地位の確立のために働いた。1506年、コルテスはイスパニョーラ島とキューバの遠征に参加し、多くの不動産とインディアンの奴隷を獲得した。
1511年、コルテスはディエゴ・ベラスケス・デ・クエリャルのキューバ征服に参加した。その結果ベラスケスは、キューバの統治者となった。ベラスケスはキューバ支配におけるコルテスの働きに感心していた。コルテスの勇猛果敢なリーダーとして名声は、その後も続いた。そしてコルテスはベラスケスの秘書官となった。キューバにおいてコルテスはエンコミンダ制による収益や鉱山、牧畜などで生計を建てていた。秘書官としての地位により、彼は指導力も得た。1514年、コルテスは、労働力としてさらなる原住民の割当を要求していたグループのリーダーとなっていた。

### アステカ征服

コルテスの征服路

時が経ち、コルテスと統治者ベラスケスとの関係は、緊張状態となっていた。1519年、コルテスはキューバ総督ディエゴ・ベラスケスの命令に違反して500人の兵、馬16頭、帆船11隻を率いてメキシコ湾岸沿いに進み、3月12日タバスコ川に到着、翌日の原住民との戦いに勝利する。ユカタン半島で8年前にこの地に漂着していたコンキスタドーレス、ヘロニモ・デ・アギラールと、パイナラの族長の娘マリンチェと出会い、彼ら二人を通訳兼案内人として先へ進んだ。7月26日に兵の逃亡を防ぐため船を沈める。同年8月、メキシコ湾岸にベラクルス市を建設すると、内陸へと進んでいった。メキシコ高原に到達すると、アステカの宿敵であるトラスカラ人と戦い和睦して同盟を結び、さらにテスココなど各地の勢力と同盟を結んだ上でアステカへと向かった。当時、過酷な税制によってアステカ支配下の諸民族は不満を強めており、これがコルテスらの軍と同盟を結ばせる動機となった。結果、スペインと諸民族の混成軍は膨大な数に上った。10月16日チョルーラの虐殺が起きる。この虐殺においてスペイン人の正確な報告はない。モクテスマ2世がチョルーラの首長たちにコルテスをだまし討ちするよう命じたため、これを察知したコルテスがチョルーラの要人の殺害を命じた、あるいはトラスカラ人が宿敵のチョルーラ人に復讐するために起こしたと思われる。チョルーラの虐殺にアステカは震え上がった。
インディオたちに白い神ケツァルコアトルの化身と崇められるようになっていたコルテスは、アステカ王モクテスマ2世に「国をお返しします」と言われて丁重に迎えられ、アステカの首都テノチティトランを6日間案内されて見学し、アステカが思いの外強力であることに気づいた。このとき、血塗られた神殿も案内された。まだ動いている心臓が銀の皿にのせられていたという。
弱腰を貴族たちに責められたモクテスマ2世が、前言を翻してスペイン人に立ち去るよう要求したため、コルテスは、わずかな兵をテノチティトランに残し体制を整えるために引き返した。
コルテスはベラクルスでパンフィロ・デ・ナルバエスに率いられたキューバ総督追討軍に夜襲をかけて破ると、ナルバエスの部下を味方に引き入れインディオを引き連れて再びテノチティトランに戻って来た。しかしこのとき、兵120名とともに留守を任されていたペドロ・デ・アルバラードたちが祭典中のアステカ人たちを虐殺し、激怒したアステカ人たちは反乱を起こしていた。1520年6月29日、コルテスは反乱を起こしたアステカ人たちをモクテスマ2世に説得させようとしたが、激怒した住民によってモクテスマ2世は殺され、6月30日には暴動はさらに拡大して、コルテスは命からがらテノチティトランを後にした。この事件はスペイン側からは「悲しき夜（ノチェ・トリステ）」と呼ばれ、約1,000名のスペイン人が死亡した。
テノチティトランを脱出したコルテス一行は、7月7日オトゥンバ谷で追撃してきたアステカ軍に追いつかれるが、逆にこれを大破し、アステカ軍はテノチティトランに引き返した。7月12日、トラスカラに到着したコルテスはテノチティトラン再征服の為の軍備を整えた。
一方アステカ人はモクテスマ2世のあとに新王クイトラワックを選んで団結していたが、スペイン軍が持ち込んだ天然痘が蔓延して、10月には在位わずか80日でクイトラワックは死亡し、かわって25歳の勇敢な戦士クアウテモックを王に推戴した。
1521年の始めコルテスは5万余のスペイン兵・トラスカラ・テスココの連合軍を率いてアステカに侵入すると、メキシコ中央盆地の都市を攻略して4月28日にテノチティトランを包囲した。3カ月以上の攻防の末、8月13日にテノチティトランは陥落し、クアウテモックは捕らえられた。8月21日、帝都テノチティトラン入りしたコルテス軍は伝染病で死んだインディオの死体を踏まずには進めない状態であり、コルテスでさえ気分を悪くするほどの耐え難い悪臭が漂っていたとされる。

### 征服後
アステカを征服すると、コルテスは征服した土地を部下に分け与え、自らも広大な土地を手に入れた。これにより、旧アステカにもエンコミエンダ制が大々的に成立することとなった。1523年、コルテスはカルロス1世から総督に任命されカリフォルニア南部を探検した。同時に、ホンジェラスやニカラグアへ遠征隊を派遣した。入植者たちは、広大な土地を与えられ、労働力としてインディオたちを金山や銀山で強制労働させ、奴隷として扱った。
1524年、ホンジュラスのスペイン併合を宣言。
1525年2月26日、反乱を企てたとの疑いにより、クアウテモックを絞首刑に処した。この瞬間アステカは滅亡し、メキシコはスペインに併合された。
1527年、スペインに一時帰国。
1529年、バジェ・デ・オアハカ侯爵に封ぜられる。
1530年、メキシコに戻り、大エンコメンデロとして富を築いた。
1533年、カリフォルニア半島の先端を確認した。
1540年、スペインに帰国。総督への再任を請願するも、却下される。1541年にはカール5世のアルジェ遠征に参加した。
1547年12月2日、セビーリャ近くのカスティリェハ・デ・ラ・クエスタにて赤痢により死亡。62歳。遺体は遺言により、メキシコシティと改称したテノチティトランに自身が建てたへスース病院内の礼拝堂に埋葬された。
なお、コルテスの封じられたバジェ・デ・オアハカ侯の侯爵位は、正妻の子マルティンが継いだ。その後、男系は絶えたが、女子相続人を通じ、2018年現在までバジェ・デ・オアハカ侯爵は存続している。

## 功罪と評価

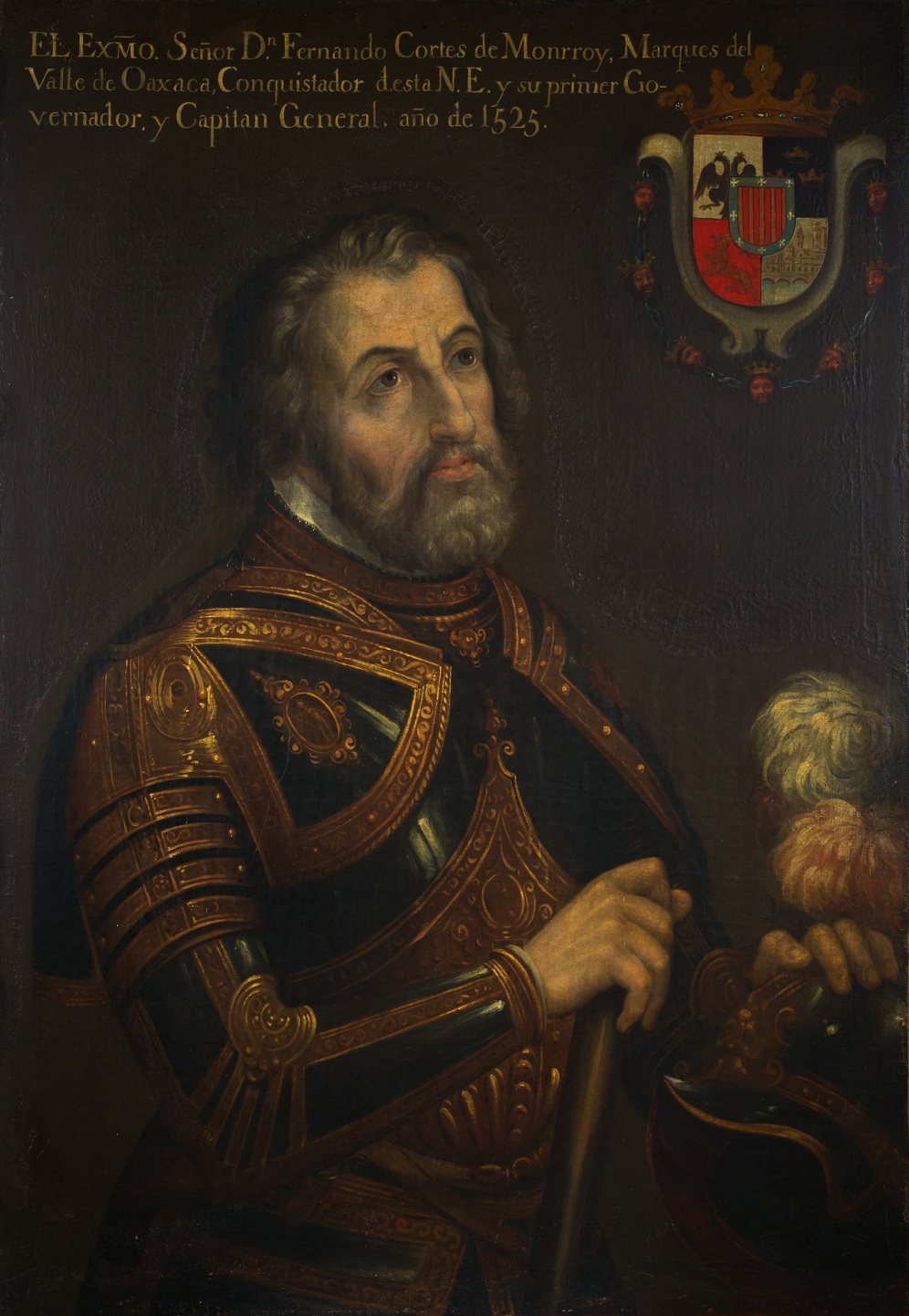
エルナン・コルテス

コルテスはアステカ帝国を支配、そしてアステカ文明を完膚なきまでに粉砕し、その文化に全く理解を及ぼさなかった。また、コルテスはキリスト教徒、それも敬虔なるカトリック信徒であったがために、インディオの社会が持っていた人身供犠などの「野蛮」とされる側面のみをあげつらい、インディオの習慣を廃止させようとしたとの意見もある。
事実、彼らは征服先で黄金を略奪し、インディオの大量虐殺を行った。そして多くのインディオ女性を強姦し、さらには征服が一段落したのちは征服者としての政治的経済的な力でこれまた多くのインディオ女性を妾として所有した。コルテス自身も、インディオ女性のマリンチェを妾として寵愛し、彼女との間に生まれた子供にマルティンと名付けており、現在も子孫がメキシコにいる。
かつてはコルテスの行為に関しては、インディオたちを人身供犠などを掲げる残酷な旧来の宗教の因習や鞏固な身分制から解放した、宣教師によって福音に接することが出来た、などと肯定的に捉える見解が大半を占めた。また、コルテス一行を評してナワトル語で書かれた『コディセ・フロレンティーノ』には「平和の神」と記されている。
しかし、スペイン人による支配と搾取は、先住民の文化・伝統・宗教を徹底的に粉砕し、先住民は白人入植者たちに奴隷の様に使役されるという状況に置かれた。18世紀から19世紀にかけて多発したインディオの反乱は後にメキシコ独立の原動力とはなったが、19世紀に独立したメキシコ帝国、メキシコ合衆国の実権を手にしたのは、かつて略奪と虐殺を繰り返したコンキスタドールの子孫であった。インディオの社会的立場の向上は、20世紀にならなければ実現し得なかった。

## 日本語文献
- 『コルテス報告書簡』　エルナン・コルテス、伊藤昌輝訳、法政大学出版局 2015年11月
- 『征服者と新世界』 コルテスほか 伊藤昌輝ほか訳、岩波書店「大航海時代叢書 第2期 12巻」 1980年10月
- 『コルテス征略誌 黄金の帝王モンテスマの最期』　モーリス・コリス 金森誠也訳、大陸書房 1976年。講談社学術文庫 2003年
- 『コルテス メキシコ征服者の栄光と挫折』 寺田和夫編訳　世界を創った人びと　平凡社 1978年8月
- 『劇画 冒険者たちの世界史 ラルース版 6 アズテクの黄金 コルテス,デ・ソト』　ミシェル・ド・フランス編集 榊原晃三訳 タイムライフブックス 1983年8月
- 『メキシコ征服 アステカ帝国と征服者エルナン・コルテス・真実と虚構』 山瀬暢士、バーチャルクラスター/ブッキング 2003年4月）